# Stephen Metcalfe (homme politique)
Pour les articles homonymes, voir Stephen Metcalfe.
Stephen James Metcalfe (né le 9 janvier 1966) est un homme politique du Parti conservateur du Royaume-Uni, qui est député de South Basildon et East Thurrock de 2010 à 2024.

## Jeunesse et carrière
Avant de devenir député, Metcalfe travaille dans l'imprimerie familiale. Il se présente sans succès comme candidat conservateur à Ilford South aux élections générales de 2005.
Metcalfe est conseiller du district forestier d'Epping et détenteur de portefeuille pour les services à la clientèle, les TIC et le gouvernement électronique  jusqu'à ce qu'il se retire afin de se concentrer sur sa campagne pour être élu député. En tant que conseiller, il fait campagne sur des questions telles que la protection de la ceinture verte, l'introduction de programmes d'apaisement de la circulation ainsi que le travail avec les communautés pour trouver des moyens d'impliquer les jeunes .

## Carrière parlementaire
Metcalfe remporte le siège aux élections générales de mai 2010, battant Angela Evans Smith, ministre travailliste du troisième secteur et de l'exclusion sociale .
En 2012, Metcalfe est nommé par Conservative Home comme l'un des membres d'une minorité de députés d'arrière-ban conservateurs loyaux à ne pas avoir voté contre le gouvernement lors de rébellions importantes .
Il est vice-président du groupe de débat de la Chambre des communes.

## Vie privée
Metcalfe est marié à Angela, avec qui il a deux enfants. Metcalfe fait ses études à la Davenant Foundation School à Loughton, où il vit toujours.